# UFC on Fox: Johnson vs. Bader
UFC on Fox: Johnson vs. Bader var en MMA-gala som arrangerades av Ultimate Fighting Championship och ägde rum 30 januari 2016 i Newark i USA.